# С-3
С-3 — советская дизель-электрическая торпедная подводная лодка серии IX, С — «Средняя» времён Второй мировой войны. Заложена 25 апреля 1935 года на заводе № 189 под стапельным номером 268. Спущена на воду 30 декабря 1936 года, вступила в строй 13 июля 1938 года. В апреле 1936 года было рассмотрено предложение назвать лодку «Калининец». Переименования не было. До 20 сентября 1937 года называлась «Н-3» («Н» — Немецкая).

## Советско-Финская война

### Первый поход
Начало Советско-финской войны 1939—1940 годов С-3 встретила под командованием капитан-лейтенанта К. И. Малофеева в составе 13 дивизиона 1-й бригады подводных лодок. 30 ноября лодка вышла в море и заняла позицию в проливе Кальмарзунд. 8 декабря С-3 вернулась на базу.

### Второй поход
Через несколько дней лодка вышла во второй поход, заняв к 14 декабря позицию у Аландских островов. 17 декабря С-3 обстреляла два немецких парохода, «Гильхаузен» и «Пиннас», но не смогла их догнать. Один из пароходов получил лёгкие повреждения осколками 45-мм снарядов. 100-мм орудие было неработоспособным из-за заржавевшего спускового механизма. 22 декабря лодка возвратилась из похода на базу.

## Великая Отечественная война
Начало Великой Отечественной войны С-3 встретила в Либаве во время прохождения среднего ремонта.
Уже к 23 июня 1941 года немецкие войска вплотную подошли к городу, поэтому не окончившая ремонт С-3 в полночь 24 июня вышла в море, направляясь в Усть-Двинск. На борту кроме штатного экипажа находились члены экипажа С-1 и рабочие завода «Тосмаре». Всего на лодке было около 100 человек. С-3 смогла развить скорость до 5 узлов, погружаться лодка не могла. В 2:32 C-3 была обнаружена и атакована немецкими торпедными катерами «S-60» и «S-35». Торпедная атака последними двумя торпедами в 2:42 не удалась, и корабли вступили в артиллерийское сражение. На подводной лодке почти сразу было выведено из строя орудие — попадание повредило механизм горизонтальной наводки. В 03:20 с катеров на лодку были сброшены ручные гранаты и 3 глубинные бомбы. В 3:24 «S-35» выловил первых матросов противника, в это время одна из ручных гранат «S-60» попала прямо в надстройку подводной лодки. Она начала гореть, погиб командир подлодки. В 3:29 «S-60» спустил шлюпку, чтобы немедленно захватить подводную лодку, если она потеряет ход. В 3:35 подлодка прекратила огонь, но сохранила полный ход, с лёгким креном и рулём, заклиненным в положении под малым углом на правый борт. В 3:39 катер «S-60» сбросил в двух метрах перед носом С-3 глубинную бомбу, установленную на малую глубину, и тяжело повреждённая лодка начала тонуть. Выловлено около 20 выживших. Тело командира лодки было найдено и похоронено на острове Сааремаа. Потери немецких катерников — четверо раненых.